# Сіджилло
Сіджилло (італ. Sigillo) — муніципалітет в Італії, у регіоні Умбрія,  провінція Перуджа.
Сіджилло розташоване на відстані близько 165 км на північ від Рима, 38 км на північний схід від Перуджі.
Населення — 2422 особи (2014).
Щорічний фестиваль відбувається 26 липня. Покровитель — Sant'Anna.

## Демографія
Населення за роками:

Станом на 1 січня 2023 року в муніципалітеті офіційно проживало 125 іноземців з 20 країн, серед них 44 громадяни країн Євросоюзу та 7 громадян України.

## Сусідні муніципалітети
- Костаччаро
- Фабріано
- Фоссато-ді-Віко
- Губбіо